# Pouzy-Mésangy
Pouzy-Mésangy – miejscowość i gmina we Francji, w regionie Owernia-Rodan-Alpy, w departamencie Allier.

## Demografia
Według danych na rok 1990 gminę zamieszkiwało 429 osób, a gęstość zaludnienia wynosiła 12 osób/km². W styczniu 2015 r. Pouzy-Mésangy zamieszkiwało 415 osób, przy gęstości zaludnienia wynoszącej 11,6 osób/km².